# Николаевский сельский совет (Бердянский район)
Николаевский сельский совет (укр. Миколаївська сільська рада) — входит в состав
Бердянского района
Запорожской области
Украины.
Административный центр сельского совета находится в 
с. Николаевка
.

## История
- 1812 — дата образования.

## Населённые пункты совета
- с. Николаевка
- с. Малиновка
- с. Новоивановка
- с. Новосолдатское
- с. Радивоновка